# Amr Zaki
Amr Hassan Zaki (født 1. april 1983 i Mansura) er en egyptisk tidligere fodboldspiller. Hans position var angriber.
Amr Zaki spillede i en række klubber, blandt andet Wigan Athletic, Hull City og Lokomotiv Moskva. Hans sidste klub var El Mokawloon SC, inden han annoncerede på Twitter, at han stoppede karrieren.